# Banks (Alabama)
Banks es un pueblo del Condado de Pike, Alabama, Estados Unidos. En el censo de 2000, su población era de 224. 

## Demografía
En el 2000 la renta per cápita promedia del hogar era de $ 21.719$, y el ingreso promedio para una familia era de 32.500$. El ingreso per cápita para la localidad era de 15.601$. Los hombres tenían un ingreso per cápita de 25.417$ contra 26.500$ para las mujeres.

## Geografía
Banks está situado en 31°48′48″N 85°50′25″O / 31.81333, -85.84028 (31.813464, -85.840281).
Según la Oficina del Censo de los EE. UU., la ciudad tiene un área total de 2.01 millas cuadradas (5.21 km ²).